# Jesse Miller
Jesse Miller (* 1800 bei Landisburg, Perry County, Pennsylvania; † 20. August 1850 in Harrisburg, Pennsylvania) war ein US-amerikanischer Politiker. Zwischen 1833 und 1836 vertrat er den Bundesstaat Pennsylvania im US-Repräsentantenhaus.

## Werdegang
Jesse Miller besuchte die öffentlichen Schulen seiner Heimat. Zwischen 1820 und 1823 war er als County Commissioner Bezirksrat im Perry County; von 1823 bis 1826 fungierte er dort als Sheriff. In den 1820er Jahren schloss er sich der Bewegung um den späteren US-Präsidenten Andrew Jackson an und wurde Mitglied der von diesem 1828 gegründeten Demokratischen Partei. Zwischen 1826 und 1828 war er Abgeordneter im Repräsentantenhaus von Pennsylvania; von 1828 bis 1832 gehörte er dem Staatssenat an.
Bei den Kongresswahlen des Jahres 1832 wurde Miller im 13. Wahlbezirk von Pennsylvania in das US-Repräsentantenhaus in Washington, D.C. gewählt, wo er am 4. März 1833 sein neues Mandat antrat. Nach einer Wiederwahl konnte er bis zu seinem Rücktritt am 30. Oktober 1836 im Kongress verbleiben. Dort war er Vorsitzender des Committee on Invalid Pensions. Seit dem Amtsantritt von Präsident Jackson im Jahr 1829 wurde innerhalb und außerhalb des Kongresses heftig über dessen Politik diskutiert. Dabei ging es um die umstrittene Durchsetzung des Indian Removal Act, den Konflikt mit dem Staat South Carolina, der in der Nullifikationskrise gipfelte, und die Bankenpolitik des Präsidenten.
Jesse Millers Rücktritt erfolgte nach seiner Ernennung zum Revisor (Auditor) des Finanzministeriums durch Präsident Jackson. Dieses Amt bekleidete er zwischen 1836 und 1842. In den Jahren 1844 und 1845 war er Kanalbeauftragter seines Staates; von 1845 bis 1848 war er als Secretary of the Commonwealth der geschäftsführende Beamter der Regierung von Pennsylvania. Er starb am 20. August 1850 in Harrisburg, wo er auch beigesetzt wurde. Sein Sohn William (1829–1870) wurde ebenfalls Kongressabgeordneter.